# Пса

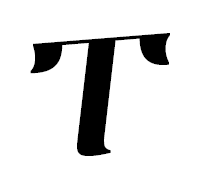

Пса (амх. ፕሳ) — двадцята шоста літера ефіопської абетки, позначає глухий губно-губний проривний звук /p/.
- ፐ  — пе
- ፑ  — пу
- ፒ  — пі
- ፓ  — па
- ፔ  — пе
- ፕ  — пи (п)
- ፖ  — по